# Antikvarisk-Topografisk Arkiv
Antikvarisk-Topografisk Arkiv er et arkiv under Nationalmuseet med oplysninger af antikvarisk art, dvs. om historiske monumenter og fund, som er ordnet topografisk, dvs. geografisk. Oplysningerne fordeler sig over hele det nuværende Danmark samt til dels gamle danske områder som Skåne, Slesvig-Holsten m.v.

## Arkivets historie
Arkivet opstod ved Nationalmuseets (Oldnordisk Museums) fødsel med oprettelsen af Den Kongelige Kommission til Oldsagers Opbevaring i maj 1807. Kommissionen sørgede for, at flytbare genstande af national betydning blev sikret betryggende opbevaringsforhold i Oldnordisk Museum. Men den påtog sig også et ansvar for de genstande og monumenter, som ikke lod sig flytte, såsom dysser, jættestuer, borgruiner, kirker etc. Den kontaktede derfor alle landets præster for at få oplyst, hvilke monumenter der fandtes i de enkelte sogne. De svar, der kom ind, danner grundstammen i Antikvarisk-Topografisk Arkiv, der følgelig er systematiseret i henhold til den sogneinddeling, der eksisterede på daværende tidspunkt, nemlig – fra den største enhed til den mindste – amter, herreder og sogne. Det samme system er brugt i den landsdækkende beskrivelse af Danmark, der er udkommet i flere udgaver siden 1858-60, og som efter sin skaber, kabinetssekretær J.P. Trap, oftest blot omtales som ’Trap Danmark’.
Antikvarisk-Topografisk Arkiv er ved køb og gaver flere gange blevet suppleret med først og fremmest tegningsmateriale. Blandt dets store særsamlinger er en stor samling aftegninger af især gravsten udført af arkivtegneren Søren Abildgaard (1718-91) og en tilsvarende samling af især herregårde udført af maler og tegner Ferdinand Richard (1819-95). Da Oldnordisk Museum i 1892 blev reorganiseret som Nationalmuseet, blev alt arkivmateriale vedr. forhistorisk tid skilt fra og lagt under Danmarks Oldtid, mens arkivets grundstamme blev bevaret under Danmarks Middelalder og Renæssance. 
Arkivet bliver til stadighed øget, idet Nationalmuseet løbende modtager indberetninger vedrørende arkæologiske og konserveringsfaglige opgaver overalt i landet, ligesom der årligt tilkommer mange hyldemeter arkivalier som en følge af Nationalmuseets lovbundne opgave som antikvarisk konsulent for de kirkelige myndigheder. Andet materiale tilvejebringes via redaktionen af bogværket ”Danmarks Kirker”. 

## Arkivets opbygning
Antikvarisk-Topografisk Arkiv er delt op i et indberetningsarkiv med de umiddelbart offentligt tilgængelige skriftlige materialer, et korrespondancearkiv, hvor den ledsagende, ikke umiddelbart offentligt tilgængelige korrespondance opbevares, et stort fotoarkiv og et endnu større tegningsarkiv, hvoraf en mindre del er skilt ud som det såkaldte A-sagsarkiv, der har højeste bevarings- og sikringsprioritet. En del af arkivet ligger som en særsamling vedrørende de knap 50 kirker, der i 1861-95 hørte under den separate tilsynsfunktion Det særlige Kirkesyn. Til Antikvarisk-Topografisk Arkiv hører herudover det museumshistoriske arkiv med materiale vedrørende Nationalmuseets historie tilbage til den spæde begyndelse i form af de kongelige kunstsamlinger i 1600-tallet. Her ligger også breve og regnskaber vedrørende Den Kongelige Kommission til Oldsagers Opbevaring inklusive en række indberetninger om forholdene i forskellige større dele af landet, indgivet af kommissionens faste indberettere. I det museumshistoriske arkiv ligger også en lang række tidligere museumsmedarbejderes notater, korrespondance etc., materiale til belysning af museets udbygning i 1930’erne etc. Endvidere findes særsamlinger i form af håndskrifter, kalker af kalkmalerier, aftryk af inskriptioner på klokker og sølvtøj osv. 
Arkivet, hvortil der hører et meget stort håndbibliotek, er offentligt tilgængeligt og har en tilknyttet læsesal.

## Eksterne kilder og henvisninger
- Arkivets webside Arkiveret 5. november 2012 hos  Wayback Machine